# Theorie van het toroïdale universum
De theorie van het toroïdale universum, in de populaire literatuur ook wel donuttheorie genoemd, is een geheel onbewezen kosmologisch model dat stelt dat het universum de vorm heeft van een torus met een driedimensionaal oppervlak, in de wiskunde ook wel bekend als een 3-torus.
Volgens dit model heeft het universum een gebogen vorm waarbij het oppervlak naar zichzelf terugbuigt. Als in een donutvormig universum een ruimtevaartuig in één rechte lijn zou reizen, zou het uiteindelijk terugkeren naar waar het begonnen was en zouden natuurkundigen de grootte van het universum kunnen meten. Indien waarnemingen van het universum zich telkens herhalende elementen zouden vertonen, zou dat een aanwijzing kunnen zijn dat het universum deze vorm heeft.

## Onderzoek

Een driedimensionale torus kan niet worden afgebeeld op het platte vlak. Dit is een schematische aanduiding hoe een recht traject (groen, rood of blauw) eruit zou zien in een driedimensionale afbeelding van de 3-torus.

Het idee van een torusvormig heelal ontstond in de jaren 1980. Dr. Alexei Starobinski, een theoreticus aan het instituut voor theoretische fysica in Moskou, stelde in 1984 samen met zijn mentor, dr. Jakov Borisovitsj Zeldovitsj, voor dat het universum in de vorm van een 3-torus zou kunnen zijn ontstaan.

Een torus met een tweedimensionaal in zichzelf gekromd oppervlak, zoals deze er in drie dimensies uitziet.

In 2021 opperde een team van Europese wetenschappers in een onderzoek dat het idee van een 'gevouwen universum', waarvan de randen op meerdere plaatsen met elkaar verbonden zijn om een gesloten lus te vormen, logischer kan zijn dan de oneindige uitgestrektheid waar doorgaans van wordt uitgegaan. Het team van astrofysici en kosmologen van de Universiteit van Ulm en de Universiteit van Lyon bestudeerde het licht dat overbleef van de oerknal, bekend als de kosmische achtergrondstraling, en stelde vast dat het heelal mogelijk een driedimensionale torus is. Bij het bestuderen van dit licht uit het zeer vroege universum concludeerden zij dat ons heelal mogelijk meervoudig verbonden is, wat betekent dat de ruimte in alle drie de dimensies op zichzelf gesloten is, zoals een driedimensionale donut.

## Consequenties
Een meervoudig verbonden universum zou ten eerste betekenen dat het universum eindig is en kleiner dan waar nu door wetenschappers doorgaans van wordt uitgegaan: slechts drie tot vier keer groter dan de grenzen van het waarneembare universum (ongeveer 45 miljard lichtjaar ver), hoewel dit vanuit menselijk perspectief nog steeds enorm groot lijkt. Thomas Buchert, co-auteur van de studie en astrofysicus aan de Universiteit van Lyon, benadrukt dit door te stellen dat de grootte van het universum bekend zou moeten zijn. Ten tweede zou dit betekenen dat het universum uiteindelijk in zichzelf zal instorten, in plaats van oneindig uit te dijen (zie ook Eindkrak).
Een artikel gepubliceerd in 2023 stelt dat eerdere modellen van het universum mogelijk te simpel zijn. Het universum zou in plaats daarvan meer dan één dimensie hebben waarin het zichzelf omwikkelt en op die manier dus ingewikkelder in elkaar zitten dan algemeen wordt aangenomen. Dit kan sommige vreemde patronen die in de kosmische achtergrondstraling zijn te zien, verklaren. De onderzoekers stellen voor om dit verder te onderzoeken, wat zou kunnen betekenen dat er ergens in ons complexe universum een soort spiegelbeeld van ons bestaat.

## Problemen
De donuttheorie stelt hiermee het heersende concept ter discussie dat het universum een oneindige, geometrisch vlakke structuur heeft, maar geeft daar geen experimentele bewijzen voor. Er is tot dusver geen enkel bewijs dat het universum inderdaad een dergelijke complexe topologische vorm heeft. Volgens het principe van het Ockhams scheermes wordt in de natuurkunde de eenvoudigste hypothese als uitgangspunt gebruikt: dat van een vlak heelal dat niet gekromd is.